# Antoni Arola
Antoni Arola (Tarragona, 1960) és un dissenyador industrial i interiorista català. Tot i adquirir el seu renom amb la creació de novadores làmpades, també és autor de mobiliari, interiors, diverses exposicions i el packaging d'alguns perfums que trobem actualment al mercat.

## Orígens
Antoni Arola va viure la primera part de la seva vida a la seva ciutat natal, Tarragona. El seu pare era propietari d'una sastreria, però el que va heretar del seu pare van ser els seus dots artístics. Amb aquestes, Arola, va marxar a Barcelona on va estudiar a l'Escola Superior de Disseny EINA. A en acabar els seus estudis va quedar-se a la capital per entrar a treballar juntament amb Alberto Lievore i Jorge Pensi, l'any 1984. Més tard, el 1990 va treballar en el desaparegut estudi Associated Designers.
No va ser fins al 1994 que va crear el seu propi estudi, que en l'actualitat es troba en una nau industrial a la zona de Poblenou. Cal destacar l'obtenció l'any 2003 del Premi Nacional del Disseny. El premi va ser atorgat a un dissenyador amb univers propi, un dissenyador a mig camí entre l'artístic, el narratiu i l'industrial; un dissenyador més proper a l'artesania que a la indústria.
Arola té un paper important dins el panorama estatal del disseny d'il·luminació, que actualment trobem en un context avantatjós; ja que Espanya es posiciona entre els 10 primers països productors d'aquest sector. La il·luminació espanyola té una identitat pròpia i gaudeix d'una creixent projecció internacional, ja que encara ara els països del nostre entorn geogràfic (França, Alemanya, Itàlia, Portugal) són els principals destinataris de les nostres exportacions.
Segons Giovanni Cutolo, Ambaixador de Santa & Cole a Itàlia, el disseny espanyol, sempre refent a la il·luminació, està destinat al grup, a la col·lectivitat tant privada com pública, a diferència d'Itàlia on es fabrica al servei de l'individu, necessitat i desitjos. Explica que, malgrat que en la història d'Espanya s'ha patit moments delicats en temes de política, el disseny, per sort, ha evolucionat sense tenir en compte les ideologies. Per contra, a Itàlia es juga a rebel·lar-se contra el capitalisme.
Espanya ha trobat una forma revolucionària de donar llum; amb una continuïtat estètica que no necessita negar el passat per dissenyar un futur. La recerca de materials de qualitat, així com la investigació i el desenvolupament, formen part de l'insubstituïble know how d'empreses que treballen amb la mirada posada en l'escenari global.

## La llum
Arola és conegut com un inventor de làmpades, un "lamparero". L'editora actual de Santa & Cole, Nina Masó, no s'equivoca parlant d'ell com d'un mag, que li agrada jugar amb la màgia, i les seves làmpades tenen més màgia. De l'essència de les làmpades, el que és important, com cita Anatxu Zabalbeascoa, és el to, el matís, la temperatura, és a dir, el que no es veu. I això, apostar pel que no es veu, en un món de valors eminentment visuals en el que vivim, és "l'excepció". Les formes que tenen les làmpades, són simples suports de l'element més important, i amb el que treballa el dissenyador, la llum. La tècnica es troba en "fer làmpades no com a escultures lluminoses, sinó com a fonts de llum", apunta Javier Nieto Santa, president de Santa & Cole Les làmpades sorgeixen de provar, tantejar amb els materials. Es tracta de prioritzar, ser capaç de veure més enllà de les coses. L'ús de qualsevol material és benvingut. Veiem en molts exemples de la seva obra com per fruit de la casualitat, la inspiració es deixa caure i agafa forma de làmpada.
Antoni Arola va començar en el seu propi estudi, Estudi Arola, el 1994, però no va ser fins al 1997, que va arribar a ser notablement reconegut per mitjà de la làmpada que va desenvolupar i arribar a acabar en aquests tres anys d'història de l'estudi, quan va crear la làmpada Nimba, que va fer amb conveni de l'empresa Santa & Cole, amb qui encara manté aquest vincle professional.
Aquesta primera làmpada que va sortir del seu estudi té un origen casual, com moltes de les obres creades per aquest dissenyador. Va sorgir jugant amb un sistema d'il·luminació lineal utilitzat sobretot en arquitectura, anomenat Agabekov. La làmpada consisteix en un enfilall de bombetes petites en forma circular. Es va afegir una pantalla interior translúcida que difumina la llum. La làmpada, de suspensió, es va dur a terme en PVC blanc amb una estructura interior d'acer inoxidable. Ha estat fins ara la més venuda de l'estudi, i encara segueix al cim de les vendes de l'estudi.
Una altra làmpada que s'ha donat a conèixer pel seu caire estrambòtic que fa que tingui una gran presència en l'espai on està col·locada, es va fabricar el 2003. L'elasticitat indomable d'unes fustes de bedoll trobades i guardades a l'estudi van convertir-se en la base de la làmpada Leonardo; lligades en una armadura d'acer inoxidable. Com cita Santa & Cole a la seva web, ens recorda a les làmpades escandinaves del segle xx, però posseeix la frescor Mediterrània d'un fus de tagliatelle.
La làmpada Kubrik va sorgir amb la idea de matisar una gran gelosia formada per fragments que, com a píxels, podrien reproduir imatges i textos. El que es volia realitzar era una làmpada que ens pogués remuntar als referents escandinaus. Va ser presentada a la Fira de Frankfurt a l'estand de Santa & Cole sota el nom de Kubrik, per la relació figurativa que té la làmpada amb el famós cub de Rubik. La primera idea de la làmpada era realitzar-la amb porcellana, però el plàstic es va imposar. Les 36 o 100 làmines, depenent del model, es van fabricar en ABS blanc, unides per una estructura metàl·lica blanca.
De les obres més recents que trobem al mercat, destaquem de la família BlancoWhite, la número C1-R1-R2-R3, dissenyada el 2011, també amb conveni amb l'empresa Santa & Cole. Aquesta família va néixer el 2011 com una sèrie de 4 models de formes essencials, utilitzades com a llibreries de sobretaula, estants lluminosos o sistemes compositius d'il·luminació, amb la voluntat de donar llum a objectes destacables de la nostra vida quotidiana. Avui en dia, és una extensa família de làmpades, totes elles amb la mateixa estructura d'1 cm de gruix on s'alberga la font de llum, que és dirigida cap a un suport, i fa que la distància entre llum i objecte és relativament petita. La làmpada va ser guardonada amb els prestigiosos premis de Red Dot Award l'any 2012, i el Delta de Plata de l'ADI FAD el mateix any.

## Exposicions-Efímers
Les exposicions d'aquest dissenyador són quelcom més que mostres del seu producte: com va ser l'exposició "Deu anys de llum" a la Sala Vinçon de Barcelona l'any 2007; o exposicions amb empreses amb qui està treballant, per exemple l'exposició de Santa & Cole a Frankfurt l'any 2005.
També trobem espais efímers dirigits a altres sectors. Com el cas en el sector de l'alimentació a "Alimentaria Exhibitions", l'última exposada l'any 2008.
En totes elles veiem que la llum no prové d'un volum lluminós, sinó que són superfícies il·luminades que donen llum a un ambient. No són focus de llum, sinó llum difuminada en l'espai. El color és un factor important en aquest tipus de treball. Tot i trobar-nos davant d'un dissenyador contemporani, és un dels professionals que utilitza aquest element, el color, amb més freqüència i d'una manera molt potent, donant-li en molts casos un protagonisme propi.
Els espais i objectes que ha dissenyat Arola parlen d'una professionalitat propera, poc encartonada. Per això representa una altra manera, més espontània, igualment rigorosa, però també molt més càlida i natural, d'entendre el disseny i la professió de dissenyador.

## Espais
El seu estudi engloba tot el disseny possible des de l'àmbit de l'arquitectura, en interiors i el disseny gràfic sense fer-hi inca peu. Com tot, aquest dissenyador és poc donat a les conclusions. No li agraden els sistemes de treball que no contemplen els imprevistos. Ell es defineix com un dissenyador que no li fa por provar coses noves, “Ens agraden els reptes”. No envà, el seu mètode de treball s'alimenta, precisament, d'ells, els imprevists, tot allò inesperat.
Antoni Arola ha realitzat el disseny interior de tot un seguit d'espais en diferents àmbits. Com per exemple l'interior de supermercats, restaurants, bars, oficines, etc. S'acaben els noranta i Arola comença a brillar amb llum pròpia. A finals dels noranta comença a rebre molts encàrrecs d'interiors.
El primer interior dissenyat per Antoni Arola va ser el Mos (1997) un espai destinat a la venda de menjar precuinat, pastisseria i restaurant. En aquest interior ha pretès emfatitzar la qualitat de les mercaderies exposades; i a la vegada protegir la fragilitat d'aquestes. L'espai de planta rectangular, es va estructurar en tres àrees funcionals i a tres nivells: les vendes es varen situar al nivell de carrer, el restaurant sobre una plataforma elevada i la cuina en un pis inferior que s'entreveu de la botiga estant aprofitant el desnivell intermedi. El mobiliari es dissenyà a mida, amb els expositors de la zona de treball en acer inoxidable i la fusta, que revesteix l'antiga estructura, com a protagonista de l'àrea d'autoservei. Va utilitzar fusta sicomor per diferenciar la botiga del menjador, on utilitza okume. Darrere de la fusta es va col·locar un revestiment continu de porcellana perquè actués de fons cromàtic i matèric del local. El cel ras es va tractar com a negatiu del pla de fusta del paviment, que compleix la funció de diferenciador d'espai davant d'un fons comú negre. Completen el projecte una il·luminació ben estudiada, amb una instal·lació de projectors adaptats al fals sostre i sobre les vitrines i expositors. En aquest projecte es va utilitzar la làmpada Constanza. Una esplèndida façana vidrada entre el transparent i el translúcid evoca a una gran vitrina. Aquesta composició es va buscar per adaptar la façana al funcionament intern del comerç.
L'Oven (2002), el va dur a terme junt amb l'arquitecte Minos Digenis és un bar, restaurant, galeria, i sala de concerts construït en una antiga nau industrial del Poblenou barceloní, diferenciat en quatre àmbits alineats segons un recorregut longitudinal. La distribució i l'atmosfera del local evoquen a un espai domèstic d'escala urbana. En creuar la façana, una terrassa enjardinada precedeix l'accés principal, fent d'espai de transició entre l'exterior i l'interior. Des d'allà, una nova façana envidrada ens introdueix a una acollidora sala chill-out tenyida de vermell, presidida per un immens globus lluminós, de metacrilat, multi-cromàtic: el llum “Oven”. Al fons s'entreveu la cuina -tancada rere un frontal de vidre- que evoca una gran font de llum blanca, l'interior del qual ofereix un espectacle silenciós. El menjador es desplega davant de la cuina sobre diferents nivells, destacant pel seu sostre de plafons mòbils que es fan servir com a suport de projeccions, aquests permeten la transformació de l'espai i alterar la incidència de la llum. Entre el menjador i la sala hi trobem la barra amb un mirall ondulat de fons que reflecteix un imaginari sky-line distorsionat, provocat pel reflex dels nínxols il·luminats amb espelmes del mur de formigó del davant. Del local va néixer una nova làmpada, Oven 60 de Santa & Cole; que va ser premiada per la selecció ADI-FAD, l'any 2005.
L'experiència de l'Oven li va donar categoria internacional. Havia aconseguit un espai cosmopolita. La màgia del local venia donada pels jocs de llum i la distribució de l'espai.
En el mateix any es va remodelar la sabateria Royalty, que trobem al número 36 del Portal de l'Àngel de Barcelona. L'objectiu era renovar el comerç sense perdre la seva imatge però actualitzant-la. S'utilitza un ritme espacial dinàmic, amb una calidesa visual, sense deixar enrere el caràcter sobri associat als productes. La sabateria es converteix en un aparador transitable que convida a entrar per mitjà d'un cub negre de ferro. El recorregut es divideix en tres mòduls d'acer pintat negre, que serveixen per diferenciar tres tipus de calçat. Per emfatitzar les solucions escollides, el dissenyador va limitar-se a utilitzar cinc materials; com hem dit, l'acer pintat de negre els cubs; el vidre pels panells retroil·luminats que donen color a les parets del local; els estants que trobem davant d'aquests panells són de Corian; els calaixos són de pladur pintat de blanc i per acabar, l'element més exquisit, la pell, pels elements que tenen un contacte amb la mà, com són el banc i la part superior del taulell.
L'últim espai dissenyat per l'estudi Arola és l'interior de la cadena de supermercats Veritas, 2013, un projecte co-dissenyat amb Isern Serra i Sylvain Carlet. L'objectiu principal del projecte era crear un espai més fidel a la marca Supermercats Menjart Ecològic. Que mostres els seus valors, sent funcional, acollidor. El resultat d'aquest projecte va ser un nou concepte d'interiorisme de supermercat on conviuen els lineals convencionals amb materials nobles com la fusta, el paviment de pedra i la ceràmica. Un nou espai adaptable a tots els locals ja existents. “M'agrada provar coses noves, treballar amb tots els materials. Els materials són com les paraules, és com un diccionari, esculls segons la frase que vols construir” tot i així Arola reconeix que té tendència als materials nobles.

## Perfums
Antoni Arola com a dissenyador polivalent que és, també forma part del disseny de flascons per perfums com Armand Basi, Loewe, Ángel Schlesser, Woman Secret, Mandarina Duck i Custo.
Es va iniciar al món dels perfums gràcies a un concurs l'any 1999 “Millor Packaging Fragància Masculina Selectiva” per la “Fragance Foundation FIFI 1999”, el qual va guanyar. A partir d'aquí no va deixar de rebre encàrrecs.

## Mobiliari
Ha dissenyat també elements de mobiliari urbà, i té altres projectes com la cadira model Alades de Kron guanyadora del premi de disseny “Nuevo Estilo”, els sofàs Even i Tou i la Turca per Temas V i mobiliari de bany per ArtQuitect.
Els seus inicis en l'àmbit del disseny de mobiliari sorgeixen després d'una de les seves experiències a l'Àfrica negra, de la qual esdevé la idea de dissenyar una col·lecció de catifes. Els dibuixos no són sinó fruit de l'observació de l'arquitectura moderna primitiva, dels colors i de la forma de vida d'un sistema que pràcticament no ha fet canvis durant segles.“Crec que si s'ha d'atribuir a algú l'essència d'aquests dissenys és als habitants d'aquelles terres”.
Més endavant realitza el disseny de la col·lecció de sofàs Turca (2003) per Temas V, com indica el seu nom, s'inspira en el concepte de “llit turc” fusionat amb les tendències actuals del disseny de sofàs, de línies racionalistes. La Turca és un element pensat per al descans i consisteix en uns coixins disposats sobre el terra i uns coixins recolzats directament a la paret com si fossin un respatller. La col·lecció Turca recull aquest concepte i crea una espècie de respatller -envà entapissat que permet, a més a més, la lliure configuració per part de l'usuari, a causa del caràcter modular que té. El conjunt es completa amb grans coixins, una moqueta a joc amb el color del sofà i unes taules auxiliars de fusta de cebrano que poden anar integrades al seient o independents.
En el disseny urbà, Antoni Arola ha desenvolupat la paperera Fontana, produïda per Santa & Cole, homenatjant Fran Fontana, antic col·laborador de l'Estudi Arola, aquesta paperera es concep com un element funcional i alhora estètic, la forma del qual en desvetlla la funció. L'ampla obertura circular incita al dipòsit de residus, amb un contenidor en forma de sac que es va transformant fins que configura la línia de suport de la base amb el terra. D'aquesta manera la transició entre el cercle i la línia constitueix el dipòsit. La base lineal afavoreix l'optimització de l'espai, fent innecessàries unes potes de suport. Realitzada en fosa d'alumini amb estructura d'acer inoxidable, el perfil d'aquesta paperera recorda el d'una copa el cos de la qual queda format per la unió de dues peces. L'obertura a la italiana, des d'un sol costat, en facilita el buidatge. Aquesta particularitat estructural permet la presentació alçada (de doble cara) o bé mural (d'una sola peça), afavorint una gran versatilitat d'instal·lació.

## Viatges i influències
Sabedors, a partir de les seves pròpies paraules, que des de molt jove ha experimentat afició per l'art i l'arquitectura africana. Ha sigut una referència constant aquesta bellesa contundent d'una creativitat que és absolutament humana, senzilla com la d'un nen i també original.
En un moment donat de la seva vida, l'Arola més aventurer va arribar a Ghana i Mali; més tard a Burkina Faso, al Marroc, i també a Tunísia i al Iemen. Aquest viatge, sense un objectiu concret, van fer engrandir la col·lecció d'objectes trobats que el dissenyador emmagatzema al seu estudi, per a un possible projecte futur, o no.